# Joanna Cherry

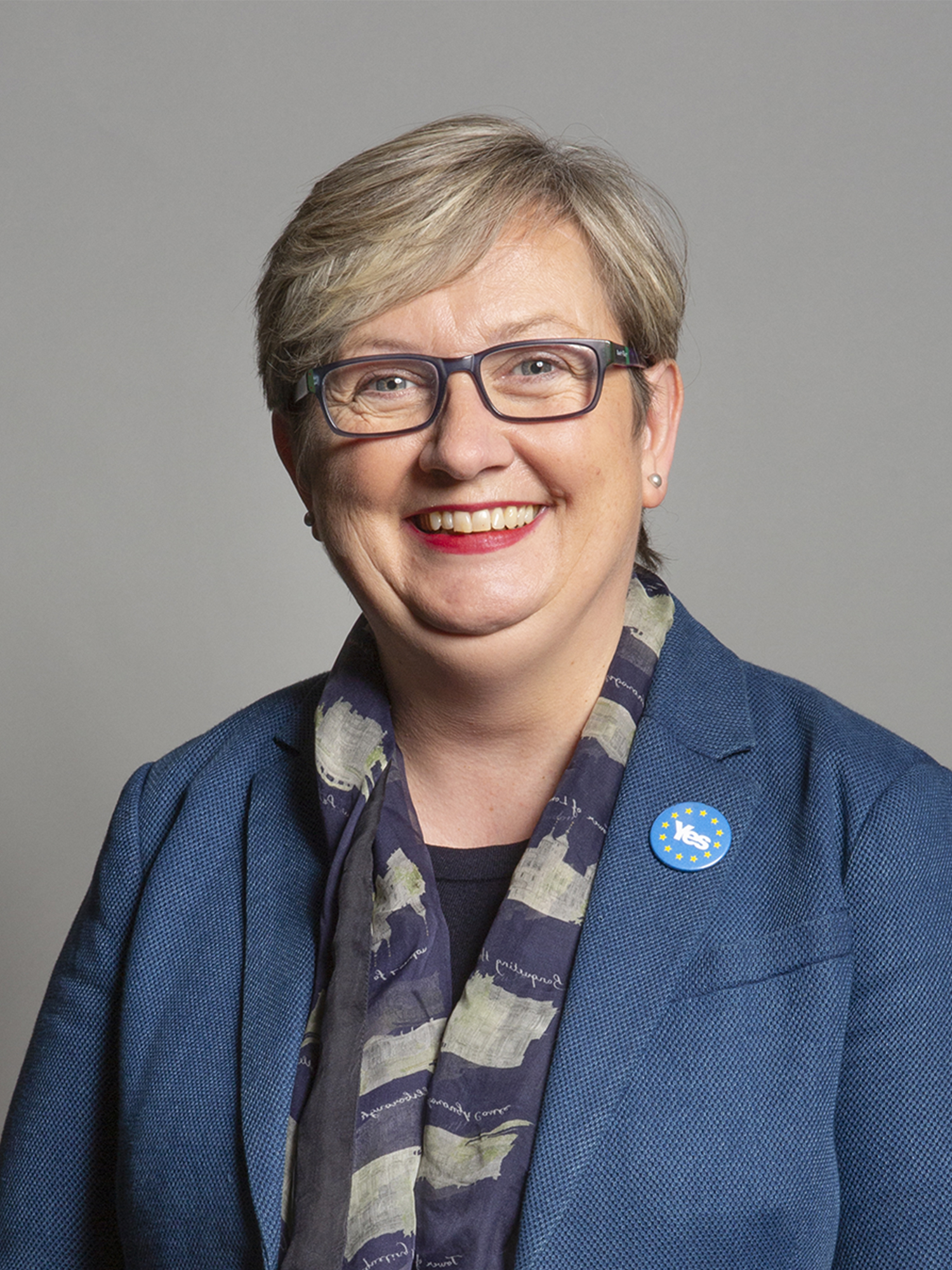
Joanna Cherry, 2019

Joanna Catherine Cherry QC (* 18. März 1966) ist eine britische Politikerin der Scottish National Party (SNP).

## Leben
Cherry besuchte die St Margaret’s Convent School in Edinburgh. Sie studierte Rechtswissenschaften und war über 20 Jahre als Juristin tätig. Im Jahre 2009 wurde sie zur Kronanwältin erhoben. Cherry ist spezialisiert auf Sexualstrafrecht und gilt als eine der einflussreichsten Kronanwälte des Vereinigten Königreichs. Mehrfach trat sie am Obersten Gerichtshof des Vereinigten Königreichs in Erscheinung. Im Vorfeld des Schottischen Unabhängigkeitsreferendums 2014 war sie Mitgründerin der Interessengruppen Lawyers for Yes, in der sich rund 200 bekannte Juristen für eine Annahme des Referendums aussprachen.

## Politischer Werdegang
Nachdem der Labour-Politiker Alistair Darling zu den britischen Unterhauswahlen 2015 nicht mehr antrat, entschied sich die Partei in seinem Wahlkreis Edinburgh South West Ricky Henderson als Nachfolger aufzustellen. Cherry kandidierte im selben Wahlkreis für die SNP. Nach massiven Stimmgewinnen der SNP bei diesen Wahlen erreichte Cherry mit 43 % den höchsten Stimmenanteil und zog in der Folge erstmals in das britische Unterhaus ein. Trotz Stimmverlusten behauptete Cherry bei den vorgezogenen Unterhauswahlen 2017 knapp ihr Mandat.

## Werke
- Lindsay Thomson, Joanna Cherry: Mental Health and Scots Law in Practice, 2. Ausgabe, 2014. ISBN 0-41-401763-3